# Nonosbawsut

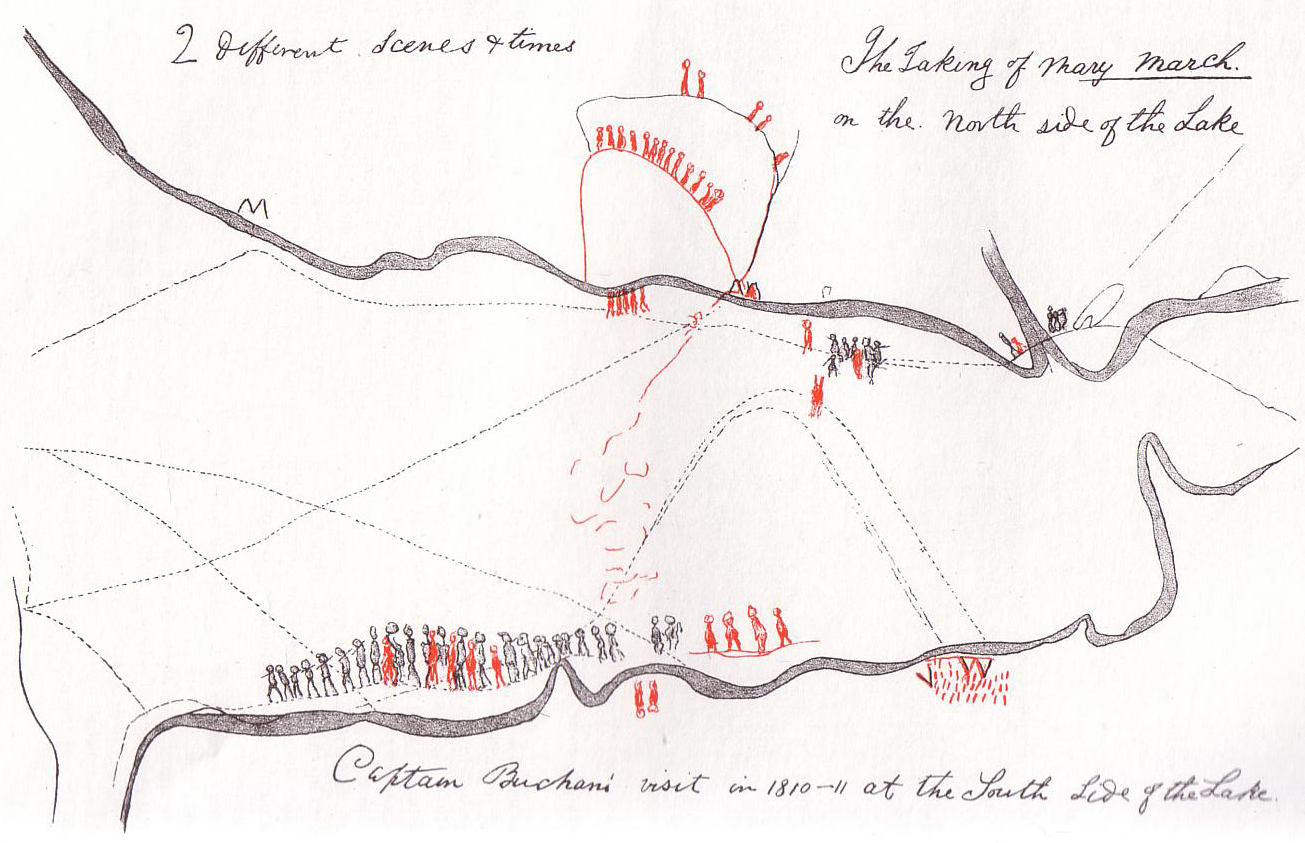
La capture de Demasduit dessinée en 1829 par Shanawdithit. C'est dans cet incident que Nonosbawsut fut tué.

Nonosbawsut (ou Nonosabasut, mort en mars 1819) était un chef des Béothuks, peuple disparu de Terre-Neuve. Chef de la famille, mari de Demasduit et oncle de Shanawdithit, il faisait partie d'un groupe rencontré par David Buchan le 24 janvier 1811 près du lac Red Indian. Plusieurs démarches de rencontre avec ce peuple avaient déjà été entreprises par notamment John Cartwright en 1768 mais elles s'étaient à chaque fois soldées par des pertes humaines du côté Béothuk essentiellement, mais aussi Anglais.
En septembre 1818, quelques objets appartenant à John Peyton Junior, un commerçant nommé Juge de Paix de Terre-Neuve furent volés par une petite bande de Béothuks, à l’embouchure de la rivière des Exploits. 
En mars 1819, une expédition organisée afin de retrouver ces objets fut autorisée par le gouverneur Charles Hamilton et dirigée par le Juge John Peyton Junior (1793-1879) accompagné de son père John Peyton Senior (1749-1829), pêcheur de saumon connu pour son hostilité envers les Béothuks. Une prime de cinquante livres, par la suite doublée, était proposée pour la capture d'individus Béothuks.
Les détails de cette tragédie sont connus par une lettre signée E.S. et envoyée en 1829 au rédacteur en chef du journal Liverpool Mercury. Le groupe débusqua un village dont la population s'enfuit en entendant des coups de feu. Toutefois, une femme, un enfant et quelques hommes restèrent en arrière et furent rattrapés par le groupe de John Peyton. La femme, Demasduit, et son mari Nonosbawsut implorèrent grâce, sans succès car la motivation du groupe était la capture d'un Amérindien. L'expédition se solda par la capture de Demasduit, l'abandon de son enfant et le meurtre de Nonosbawsut, désarmé, lorsque celui-ci tenta de s'opposer à la capture de sa femme,.
Le tombeau où il était enterré avec un de ses enfants fut redécouvert en 1828 par l'explorateur écossais William E. Cormack, qui s'empara des crânes et de quelques objets funéraires pour les remettre au Musée royal d'Écosse. Ces crânes firent récemment l'objet d'analyses scientifiques.
Le crâne du chef Nonosabasut porte des traces de traumatisme au menton mais bien guéri et des blessures de combat. Le crâne de Demasduit présente une fracture perimortem de l'os pariétal gauche s'étendant sur la base du crâne. 